# Rückerskanal
Der Rückerskanal ist ein Kanal im Hamburger Stadtteil Hamm. 
Der Kanal mit der Gewässer-Nr. 6841 ist ein Verbindungskanal, der den Mittelkanal und Südkanal  miteinander verbindet. Der Name geht auf Johann Hinrich Rücker (1780–1837) zurück, der hier ein großes Grundstück mit Landhaus (Villa Rücker) besaß. 
Angelegt wurde der Kanal nach dem Abriss der Villa 1909 im Zuge der Erweiterung der Hammerbrooker Kanäle nach Osten und diente ursprünglich sowohl der Entwässerung des tiefgelegenen Marschlandes als auch als Erschließungsweg in die neuen Wohn- und Gewerbegebiete. 
Heute wird der Kanal vorwiegend als Freizeit- und Angelgewässer genutzt.